# Scalpel Point
Scalpel Point är en udde i Antarktis. Den ligger i Sydshetlandsöarna. Argentina, Chile och Storbritannien gör anspråk på området.
Terrängen inåt land är kuperad. En vik av havet är nära Scalpel Point österut. Trakten är glest befolkad. Närmaste befolkade plats är Commandante Ferraz Station, 15,4 kilometer nordost om Scalpel Point. 